# Piquepoul Gris

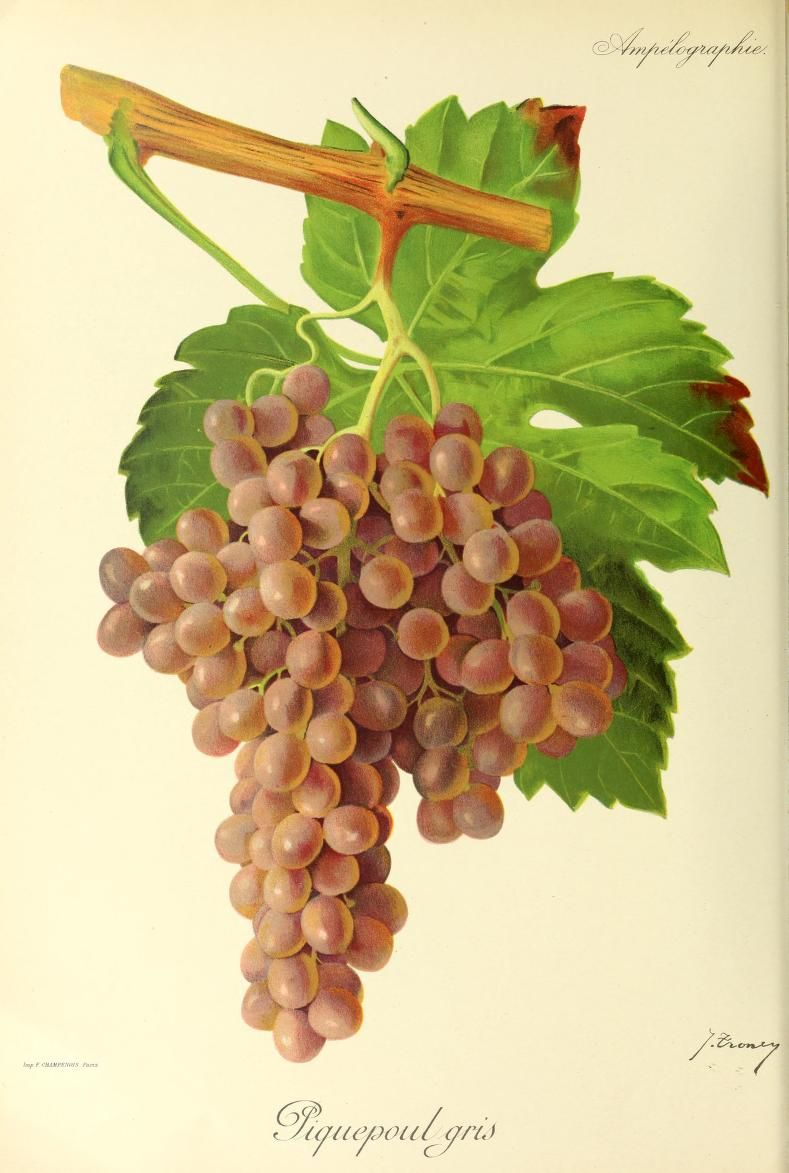
Zeichnung von Piquepoul Gris

Piquepoul Gris ist eine Weißweinsorte mit grauen bis roséfarbenen Trauben, die in den französischen Weinen zugelassen ist. Sie ist für den gesamten Süden (Provence und Languedoc) empfohlen, aber kaum verwendet. 
Die Traube ergibt sehr säurehaltige Weine. Dem Säuregehalt verdankt die Rebe ihren Namen; Piquepoul heißt übersetzt Lippenbeißer oder Lippenstecher. Es existieren 2 zugelassene Klone, die Nummern 71 und 293. Aus einer Kreuzung von Piquepoul Gris und Petit Bouschet entstand die Rebsorte Piquepoul Bouschet.
Siehe auch die Artikel: Weinbau in Frankreich und Weinbau in Spanien sowie die Liste von Rebsorten.
Abstammung: Mutation der roten Sorte Piquepoul Noir, mit dem sie eine Reihe von Synonymen gemein hat.

## Ampelographische Sortenmerkmale
In der Ampelographie wird der Habitus folgendermaßen beschrieben:
- Die Triebspitze ist halboffen. Sie ist weißwollig behaart mit karminrotem Anflug. Die Jungblätter sind leicht flammig behaart.
- Die Blätter sind fünflappig und tief gebuchtet. Die Stielbucht ist lyrenförmig offen. Das Blatt ist stumpf gezahnt. Die Zähne sind im Vergleich zu anderen Sorten klein und eng gesetzt.
- Die konus- bis walzenförmige Traube ist mittelgroß.  Die rundlichen Beeren sind ebenfalls mittelgroß.

Die wuchskräftige Rebsorte ergibt nur geringe Erträge. Die ideale Reberziehung ist die des Gobelet. Piquepoul Blanc reift ca. 30 Tage nach der Rebsorte Gutedel und zählt damit zu den spätreifenden Sorten. Die Sorte ist empfindlich gegen den Echten Mehltau und die Rohfäule.

## Synonyme
Die Sorte Piquepoul gris ist auch unter den Namen Avillo, Languedocien, Picapulla, Picpoul, Pikepul seryi, Piquepoul rose und Szuerke Piquepoul bekannt.